# Winthemia remittens
Winthemia remittens là một loài ruồi trong họ Tachinidae.